# 刘何
刘何（1911年—1969年），中国人民解放军将领、中国人民解放军开国少将。
曾任中国人民解放军沈阳军区炮兵政委。1955年，授予中国人民解放军少将。